# Alf Lechner

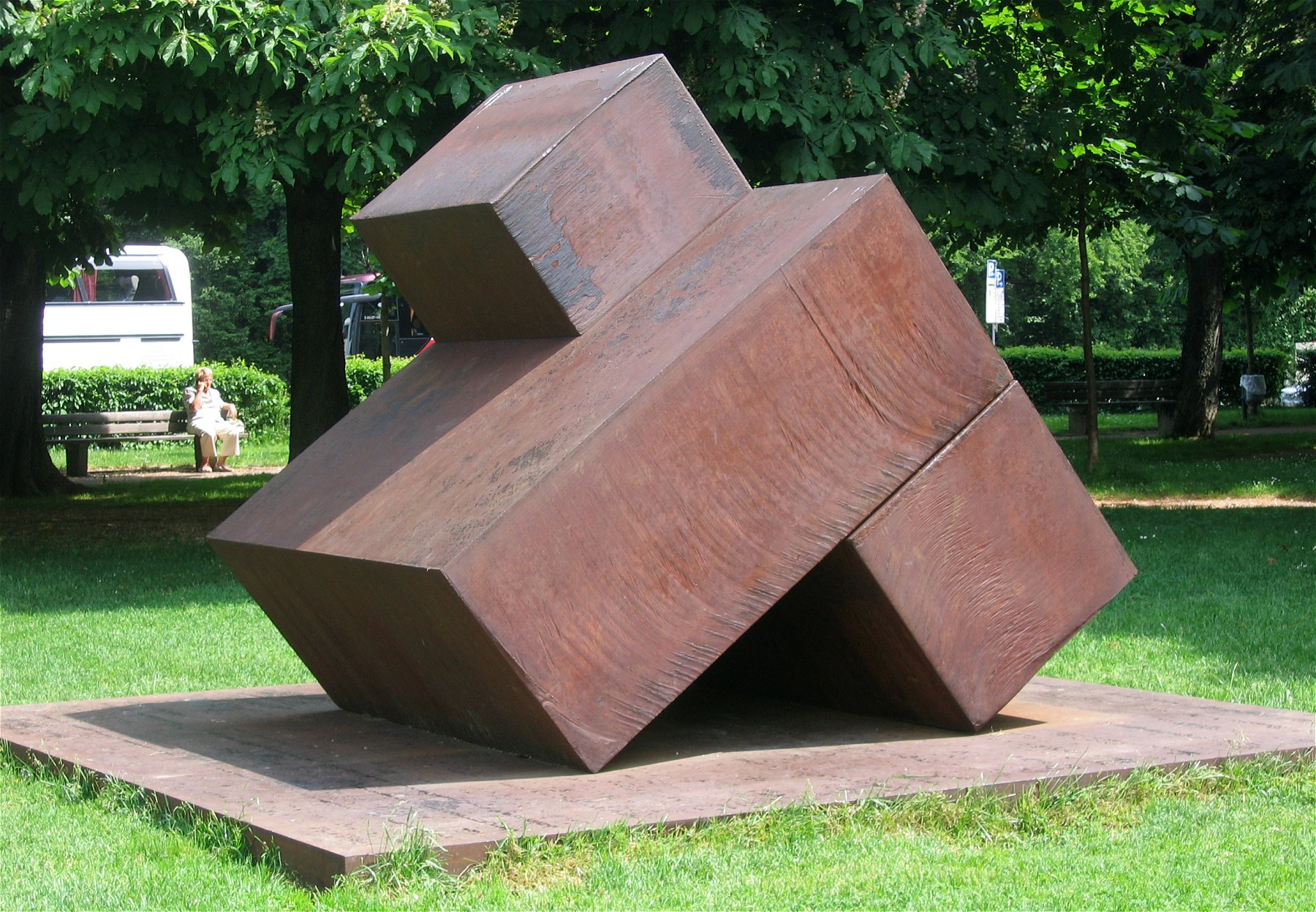
Tillsammans, 1999, framför Alte Pinakothek i München

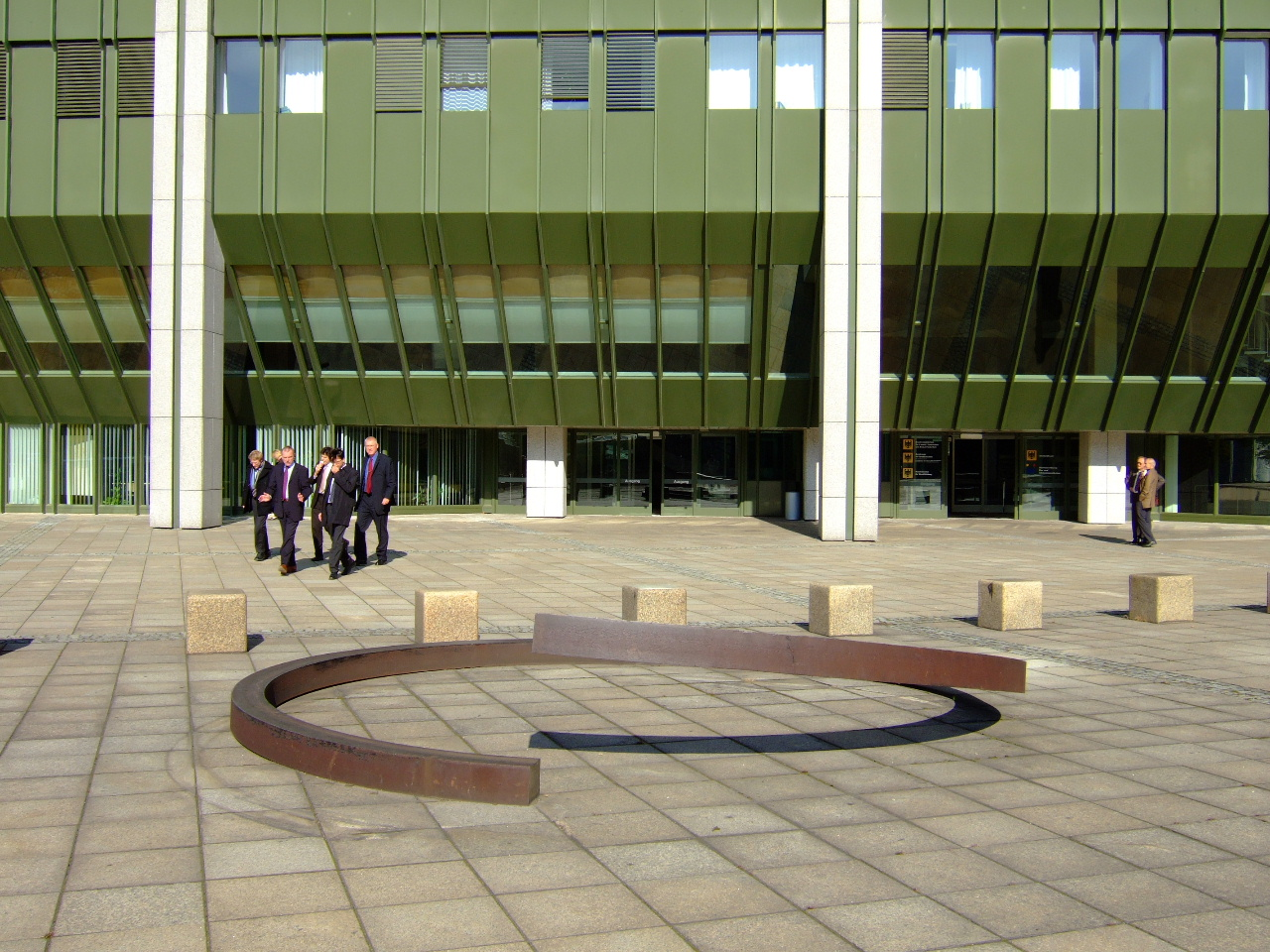
o.T., 1987, Robert-Schuman-Platz inBonn

Alf Lechner, född 17 april 1925 i München, död 25 februari 2017 i Dollnstein i Eichstätt i Bayern, var en tysk skulptör.
Alf Lechner utbildade sig 1940–50 för landskapsmålaren Alf Bachmann i Ambach am Starnberger See. Under denna tid gjorde han 1943–45 i arbetstjänst i marinen. Mellan 1950 och 1960 arbeytade han som målare, grafiker, industriformgivare, ljustekniker och stålverksarbetare. 
Han gjorde sina första abstrakta skulpturer 1961. Han hade sin första separatutställning som skulptör 1968 på Galerie Heseler i München. Utgångspunkten för hans verk är geometriska grundformer som cirkel, kvadrat, rektangel eller kub. 
År 1965 flyttade Alf Lechner till Degerndorf, nära München. År 1995 blev Alf Lechner ledamot i Bayerischen Akademie der Schönen Künste. År 1999 grundade han Alf-Lechner-Stiftung och fick ett eget museum i Ingolstadt genom finansiering av en privatperson tillsammans med delstaten Bayern.
Alf Lechner var bosatt i Obereichstätt i Bayern. 

## Fotogalleri

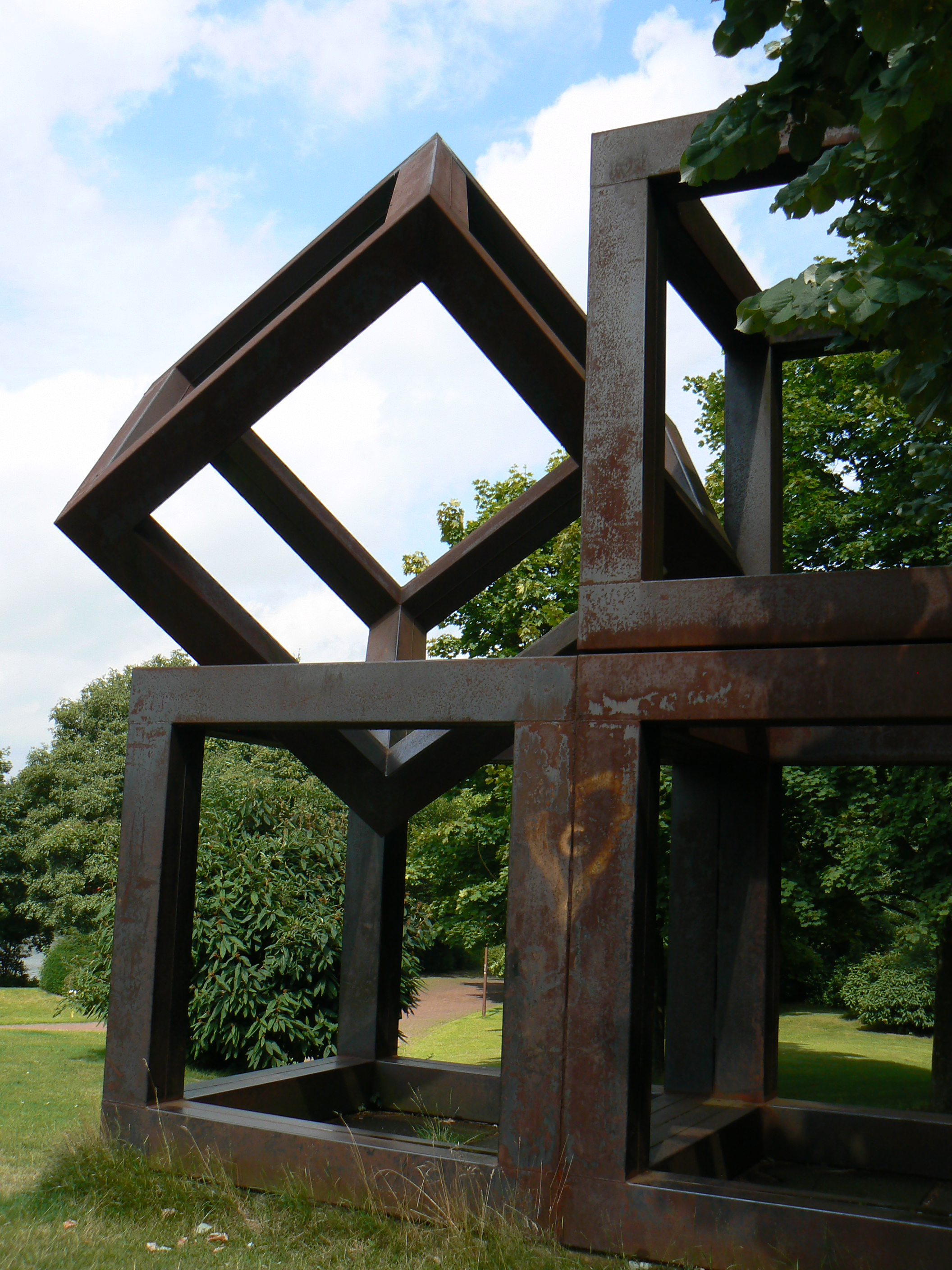
3/72 Rahmenkonstruktion, 1972, Skulpturenmuseum Glaskasten in Marl
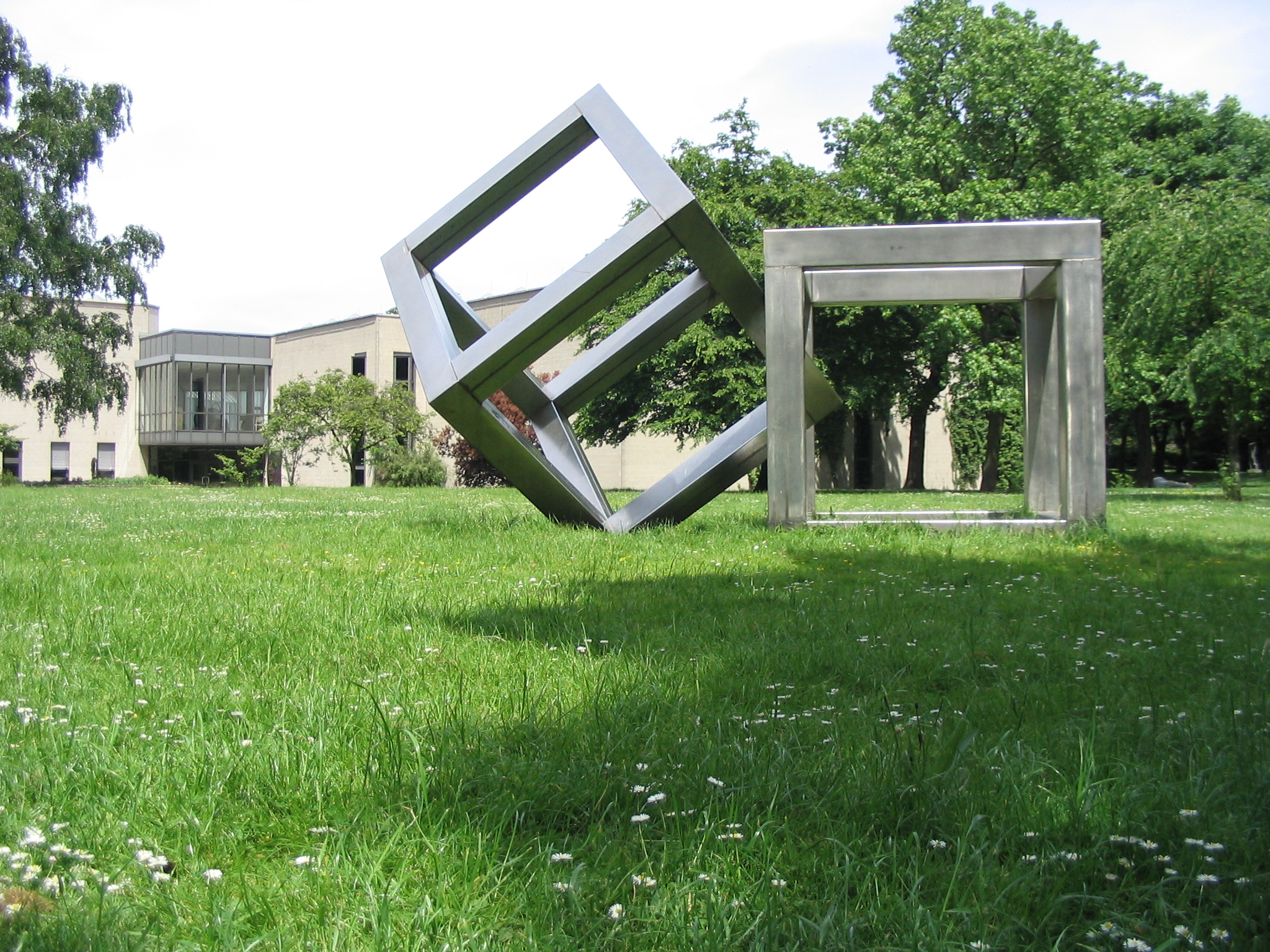
Sculptuur "3", 1973, Kant-Park i Duisburg
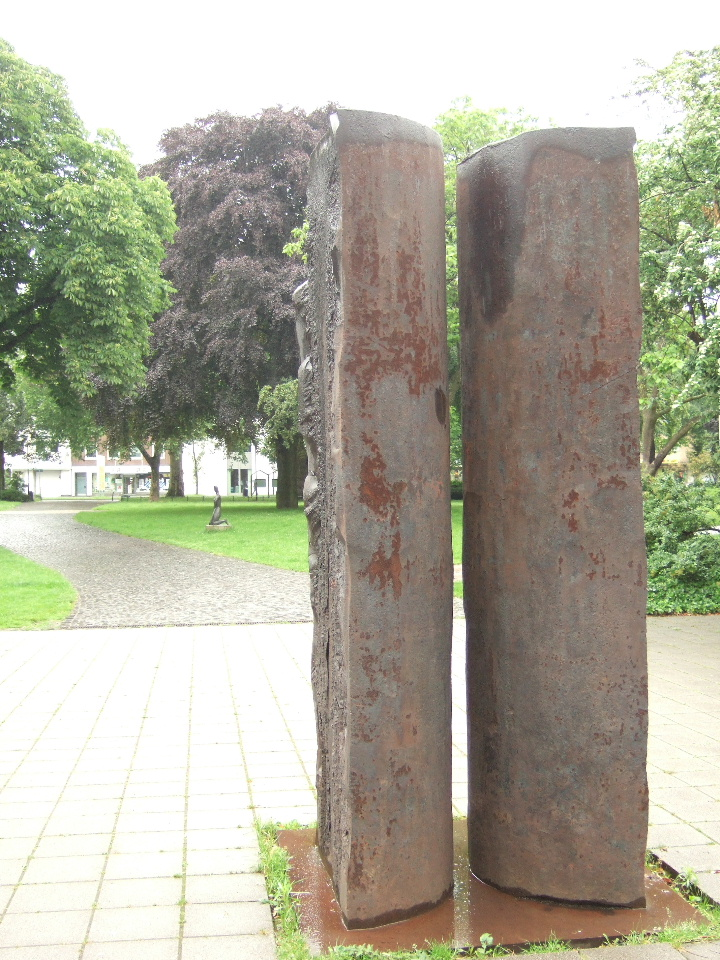
Grosse Zylinderspaltung, 1991, Kant-Park i Duisburg